# Ír labdarúgó-válogatott (1882–1950)
Az ír labdarúgó-válogatott Írország nemzeti labdarúgó-csapata volt 1882 és 1950 között, amelyet az Ír labdarúgó-szövetség (angolul: Irish Football Association (IFA)) irányított. A világ negyedik legrégebbi labdarúgó-válogatottja volt. Többnyire a brit házibajnokságban szerepelt Anglia, Skócia és Wales ellen.
1922-ig az egyetlen labdarúgó-válogatott volt az ír szigeten. Miután kettészakadt az ország délen megalakult az Ír köztársaság labdarúgó-szövetsége (Football Association of Ireland, FAI), míg az elszakadt északi országrész továbbra is az IFA irányítása alatt állt. Egészen 1950-ig Írország, ezt követően Észak-Írország néven szerepel.

## Nemzetközi eredmények
Brit házibajnokság
- Győztes: 1 alkalommal (1914)
- Megosztott győztes: 1 alkalommal (1903)
- Második hely: 5 alkalommal (1904, 1926, 1928, 1938, 1947)

#### Világbajnoki szereplés
| Év       | Eredmény      | Hely          | M             | Gy            | D             | V             | Rg            | Kg            |               |
| -------- | ------------- | ------------- | ------------- | ------------- | ------------- | ------------- | ------------- | ------------- | ------------- |
| 1930     | Nem indult    | Nem indult    | Nem indult    | Nem indult    | Nem indult    | Nem indult    | Nem indult    | Nem indult    | Nem indult    |
| 1934     | Nem indult    | Nem indult    | Nem indult    | Nem indult    | Nem indult    | Nem indult    | Nem indult    | Nem indult    | Nem indult    |
| 1938     | Nem indult    | Nem indult    | Nem indult    | Nem indult    | Nem indult    | Nem indult    | Nem indult    | Nem indult    | Nem indult    |
| 1950     | Nem jutott be | Nem jutott be | Nem jutott be | Nem jutott be | Nem jutott be | Nem jutott be | Nem jutott be | Nem jutott be | Nem jutott be |
| Összesen |               | 0/4           |               |               |               |               |               |               |               |